# Стевия
Стѐвията (Stévia) e род многогодишни растения от семейство Сложноцветни (или Астрови), включващи около 240 вида билки и храсти, растящи в субтропичните и тропичните райони в Южна и Централна Америка.
Видът Stevia Rebaudiana, по-известен като sweetleaf (сладко листо) или sugarleaf (захарно листо) или просто стевия, е широко разпространен заради сладкия вкус на листата му. Като подсладител и заместител на захарта, от гледна точка на вкус, стевията има по-бавно начало на действие и по-голяма продължителност от тази на захарта, като някои екстракти могат да имат горчив, както и остатъчен вкус при високи концентрации.
Със своя екстракт от стевиол гликозиди с до 300 пъти сладостта на захарта стевията привлича вниманието с нарастване на търсенето на ниско въглехидратни, с ниско съдържание на захар подсладители. Причината е, че стевията има незначителен ефект върху кръвната захар и е привлекателна за хора на диети с контролиран прием на въглехидрати.
Наличието на стевия е различно в различните държави. В някои страни се предлага като подсладител в продължение на десетилетия или столетия. Например широко използвана е в продължение на десетилетия като подсладител в Япония. В някои страни здравните въпроси и политическите спорове са ограничили нейната достъпност, например Съединените щати забраняват стевията в началото на 1990 г., освен ако не е етикетирана като хранителна добавка, но през 2008 г. Ребаудиозид A екстракт бива одобрен като такъв. С течение на годините броят на страните, в които стевията е на разположение като подсладител, се увеличава. През 2011 г. тя е одобрена за използване в ЕС.

## Видове
Родът включва около 240 вида, като някои от тях са:
- Stevia anisostemma
- Stevia bertholdii
- Stevia crenata
- Stevia dianthoidea
- Stevia enigmatica
- Stevia eupatoria
- Stevia lemmonii
- Stevia micrantha
- Stevia ovata
- Stevia plummerae
- Stevia rebaudiana
- Stevia salicifolia
- Stevia serrata
- Stevia tunguraguensis
- Stevia viscida

## История и употреба
Родът Stevia се състои от 240 вида растения, произхождащи от Южна Америка, Централна Америка и Мексико, с няколко вида, растящи далеч на север – в Аризона, Ню Мексико и Тексас. Те за пръв път са проучвани от испанския ботаник и лекар Petrus Jacobus Stevus (Педро Естеве, 1500 – 1556), от чието фамилно име произхожда латинската дума stevia. Употребата от хора на сладките видове Stevia Rebaudiana произхожда от Южна Америка. Листата на растението стевия са 30 – 45 пъти по-сладки от захарозата (обикновената трапезна захар). Листата могат да се консумират пресни или в чайове и храни.
Растението се използва широко от народа гуарани повече от 1500 години, а има и дълга история на употреба за лечебни цели в Парагвай и Бразилия. Листата са били традиционно използвани в продължение на стотици години в тези страни за подслаждане на чайове, като лекарства и като „сладко лечение“.
През 1899 г. швейцарският ботаник Моисес Сантяго Бертони по време на изследванията си в източната част на Парагвай описва за първи път растението и сладкия му вкус в детайли. Проучванията по темата са били ограничени, докато през 1931 г. 2 френски химици изолират гликозидите, които дават на стевията сладкия вкус. Тези съединения, стевиозид и ребаудиозид, са 250 – 300 пъти по-сладки от захарозата, топлоустойчиви, рН-стабилни и не ферментират.
Точната структура на агликона и гликозида са публикувани през 1955 година.
В началото на 1970-те години за подсладители като цикламат и захарин се подозира, че са канцерогенни. Затова Япония като алтернатива започва култивиране на стевия. Листата на растението или по-точно воден екстракт от листата и пречистени стевиозиди са разработени като подсладители. Първият подсладител от стевия за търговски цели в Япония е произведен от японската фирма „Морита Кагуко Когьо Ко“ ООД през 1971 година. Японците използват стевията в хранителни продукти, безалкохолни напитки (включително Coca Cola) и за сервиране на масата. Япония консумира повече стевия, отколкото всяка друга страна, като тя заема 40% от пазара на подсладители.
Днес стевия се отглежда и се използва в хранителната индустрия и другаде в Източна Азия, включително Китай (от 1984 г.), Корея, Тайван, Тайланд и Малайзия. Тя може да се намери в Сейнт Китс и Невис, в някои части на Южна Америка (Бразилия, Колумбия, Перу, Парагвай, Уругвай) и Израел. Китай е най-големият износител на стевиосид в света.
Stevia видове се срещат в дивата природа в семиаридни местообитания, вариращи от затревени площи до планински терен. Те произвеждат семена, но само малък процент от тях покълват. Засаждане на „клонирана“ стевия е по-ефективен метод за размножаване.

## Народна медицина и научни изследвания
В продължение на векове народите гуарани на Парагвай са употребявали стевия, която наричали каахее („сладка трева“), като подсладител в йерба мате и други храни, като лекарство – сърдечен стимулант, при затлъстяване, хипертония и киселини в стомаха, за намаляване на нивата на пикочната киселина. Съвременните изследвания доказват неговото въздействие върху затлъстяването и хипертонията. Stevia има незначителен ефект върху кръвната захар, дори може да подобри глюкозния толеранс; може да бъде полезно като естествен подсладител за диабетици и други диети с контролиран прием на въглехидрати.

## Извличане на екстракта
Ребаудиозид A е най-малко горчив от всички стевиол гликозиди в растението стевия. За да се произведе Ребаудиозид, стевия растения се сушат и се подлагат на процес на извличане чрез вода. Този суров екстракт съдържа около 50% ребаудиозид А; различните молекули гликозидни се разделят чрез техника, наречена кристализация, обикновено чрез използване на етанол или метанол като разтворител. Това позволява на производителя да изолира чист ребаудиозид А.
Националният изследователски съвет на Канада е патентовал метод за извличане на сладки съединения от стевия чрез колонна екстракция при температура 0 – 25 °C, последвано от пречистване чрез нанофилтруване. Микрофилтрация се прилага като предварителна обработка и се използва за пречистване на екстракта. Пречистването става чрез ултрафилтрация, последвана от нанофилтруване.

## Начин на действие
Гликозидите са молекули, които съдържат глюкоза и други не-захарни вещества, наречени агликони (молекули с други захари са полизахариди). Вкусовите рецептори на езика реагират на глюкозата в гликозидите – тези с повече глюкоза (ребаудиозид) имат по-сладък вкус, отколкото тези с по-малко (стевиозид). Някои от горчивите рецептори на езика реагират на агликоните.
В храносмилателния тракт rebaudiosid-ите се метаболизират в стевиосид. Тогава стевиосидът се разгражда до глюкоза и стевиол. Глюкозата, освободена в този процес, се използва от бактерии в дебелото черво и не се абсорбира в кръвния поток. Стевията не може да бъде допълнително смляна и се изхвърля от тялото.

## Здраве и безопасност
Листата от стевия са били използвани в продължение на векове в Южна Америка, като преминават през поколения традиция за лечение на захарен диабет. Милиони японци използват стевия повече от 30 години, като не е съобщавано за вредни ефекти.
През 2012 г. FDA заявява, че не е позволено използването на целите листа от стевия или суров екстракт от стевия, позовавайки се на възможни опасения по отношение на кръвната захар и ефекти върху репродуктивната, сърдечно-съдовата и бъбречната системи. През 2009 г. FDA променя становището си и определя ребаудиозид A за безопасен. Докладът съдържа подробен списък на международни проучвания, препоръки и химичен анализ.
Две проучвания през 2010 не откриват здравословни проблеми при използване на стевия или нейните екстракти подсладители. Освен това оценката от проучване от 2009 г. установява, че стевиозидът и сродни съединения имат антихипергликемично, антихипертензивно, противовъзпалително, антитуморно, антидиарично, диуретично и имуномодулиращо действия.
Европейският орган за безопасност на храните прави оценка на безопасността на стевиол гликозиди, извлечени от листата на растението Stevia Rebaudiana Bertoni, като подсладител и представя становището си на 10 март 2010 година. Органът определя приемлив дневен прием на стевиол гликозиди, изразени като стевиол еквивалент, от 4 mg/kg телесно тегло на ден. На 11 ноември 2011 г. Европейската комисия позволява използването на стевиол гликозиди като добавка в храните, като определя максимални нива на съдържание за различни видове храни и напитки.
Предварителните изследвания върху хора показват, че стевията може да понижи кръвното налягане, въпреки че друго изследване показва, че няма ефект върху хипертонията.
През 2006 г. Световната здравна организация оценява експериментални изследвания на стевиозид и steviols, проведени върху животни и хора, и заключава, че „стевиозид и ребаудиозид А не са генотоксични ин витро и ин виво и че генотоксичността на стевиол и някои от неговите оксидативни производни ин витро не се изразява ин виво.“ Докладът също не намира доказателства за канцерогенна активност. Освен това в доклада се отбелязва: „стевиозидът показа фармакологични ефекти при пациенти с хипертония или захарен диабет тип 2", но е необходимо допълнително проучване, за да се определи точната доза. Съвместният комитет експерти по хранителните добавки на СЗО е одобрил въз основа на дългосрочни проучвания допустимата дневна доза на стевиол гликозиди да е до 4 mg/kg телесно тегло.
Проучване от 1985 г. съобщава, че стевиолът – производният продукт от разграждането на стевиозид и ребаудиозид (2 от сладките стевиол гликозиди в листата от стевия) е мутаген в присъствието на екстракт от черния дроб от плъхове, предварително третирани със смес, но констатацията е критикувана. През следващите години проучвания са показали смесени резултати от гледна точка на токсикологията и нежеланите реакции на съставки от стевия. Доклади ясно заявяват, че стевиолът и стевиозидът са слаби мутагени, но по-голямата част от проучванията показват липса на вредни ефекти. Няма данни че съставките на стевия причиняват рак или вродени дефекти.
За диабета проучванията показват, че стевията има възможно трофично действие върху β-клетките на панкреаса, подобряване на инсулиновата чувствителност при плъхове, дори е възможно да се насърчи допълнително производство на инсулин, което помага да се обърне диабет или метаболитен синдром. Stevia, консумирана преди хранене, значително намалява постпрандиалните нива на инсулин в сравнение с аспартам и захароза. Оценка от проучване през 2011 г. заключава, че стевия подсладителите вероятно ще са полезни на пациенти с диабет. През 2013 г. проучване с листа от стевия на диабетни плъхове идентифицира бъбречен и чернодробен защитен ефект и намаляване на риска от оксидативен стрес, в допълнение към по-известните хипогликемични ползи.